# Ophisma tecta
Ophisma tecta là một loài bướm đêm trong họ Erebidae.